# Sebastian Andersen
Sebastian Lykke Andersen (født 23. december 1988 i Køge) er en dansk tidligere professionel fodboldspiller. 

## Klubkarriere

### Herfølge Boldklub / HB Køge
Sebastian Lykke Andersen, der også bliver kaldt Sebbe, er født i Køge og fik sin fodboldopdragelse i Solrød FC. Senere skiftede han til Herfølge Boldklub, hvor han først spillede på klubbens U19-hold, inden han i sommeren 2009 fortsatte med over i HB Køge, da fodboldklubben fra Køge-forstaden blev fusioneret med Køge Boldklub. 
I 2008 blev Sebastian kåret til Årets Talent i Herfølge BK, og blev i slutningen af januar 2008 belønnet med en ny toårig kontrakt.
Hos HB Køge nåede Sebbe at spille 15 superligakampe og score to mål, inden han den 1. februar 2010 fortsatte karrieren i Esbjerg fB.

### Esbjerg fB / AC Horsens (udleje)
Sebastian havde underskrevet en kontrakt med Esbjerg fb som først ikke ville være gældende før sommeren 2010, men alligevel blev klubberne i februar enige om, at han skulle skifte med øjeblikkelig virkning.
I første sæson blev det til tre kampe i foråret. I den efterfølgende sæson spillede han 14 kampe for Esbjerg i efteråret, men blev i vinterpausen udlejet til AC Horsens, hvor han er noteret for 13 optrædener i resten af sæsonen. Da Sebastian Andersen i sommeren 2011 vendte tilbage fra lejeopholdet i AC Horsens var Esbjerg-mandskabet i mellemtiden rykket ned i 1. division.
I sæsonen 2011/12 var han fast mand i startopstillingen, da Esbjerg Fb skulle kæmpe sig tilbage til landets bedste fodboldrække. Den igangværende sæson blev indledt sammen med Esbjerg, efter at klubben var kommet tilbage i Superligaen

### Viborg FF (2013)
I september 2013 skiftede Andersen til Viborg FF på en etårig kontrakt, der netop var rykket op i Superligaen. Kontrakten var gældende i sæsonen 2013-14. Det blev til få kampe for 1. holdet i de første 18 runder, og i vinterpausen skiftede han, på transfervinduets sidste dag, på en halvårlig lejeaftale til Hobro IK. 

### Hobro IK (2014)
Eftersom Sebastian havde svært ved at få spilletid i Viborg, skiftede han til Hobro IK på en lejekontrakt den 31. januar 2014. Få dage senere fik han ophævet sin kontrakt med Viborg FF og skrev i stedet under på seks måneders aftale med Hobro IK.

### Viborg FF (2014-2016)
Den 28. juni 2014 blev det offentliggjort, at Andersen vendte tilbage til Viborg FF, som han seks måneder tidligere havde fået opsagt sin kontrakt med. Her blev han genforenet med sin træner træner i HB Køge, Auri Skarbalius. Han spillede 61 ligakampe, inden han forlod klubben i sommeren 2016, da han kontrakt udløb.

### Hobro IK (2016-2017)
Den 27. juni 2016 skiftede han igen til Hobro IK.

### Fremad Amager
Den 30. maj 2017 blev det offentliggjort, at Sebastian Andersen skifter til Fremad Amager.
Han stoppede i sommeren 2019 sin aktive fodboldkarriere grundet skader. Han nåede at spille 16 kampe for Fremad Amager på to sæsoner.